# Monument de Nizami Ganjavi à Rome
Le monument de Nizami Ganjavi (en italien : Monumento a Nizami Ganjavi), est situé dans la capitale de l'Italie, Rome, dans les jardins de la Villa Borghese, sur la rue Viale Madama Letizia (en italien : Viale Madama Letizia). Salhab Mammadov, artiste du peuple d'Azerbaïdjan et Ali Ibadullayev, artiste émérite de l'Azerbaïdjan sont les auteurs du monument. La Commission d'histoire et des arts de Rome a approuvé le projet.

## Ouverture du monument
La cérémonie d'ouverture du monument a eu lieu le 20 avril 2012 avec le soutien de la Fondation Heydar Aliyev et la participation de l'ambassade d'Azerbaïdjan en Italie selon la direction du président azerbaïdjanais le 23 juin 2011 «À propos de la tenue du 870e anniversaire du grand poète et penseur Nizami Ganjavi.
Mehriban Aliyeva, la Première Dame d'Azerbaïdjan et président de la Fondation Heydar Aliyev ainsi que Serena Forni, chef du département international du bureau du maire de la ville de Rome, des représentants de l'ambassade d'Azerbaïdjan en Italie, le vice-ministre de la Culture et du Tourisme d'Azerbaïdjan et d'autres ont participé à l'ouverture cérémonie du monument